# Ángel López Ramón
Ángel López Ramón (Zaragoza, 17 de febrero de 2003) es un futbolista español que juega como defensa en la Sociedad Deportiva Tarazona, tras pasar por equipos como el Real Zaragoza, CD Calahorra o Algeciras C.F. Internacional sub-19.Universitario.

## Trayectoria
Nacido en Zaragoza, Ángel se forma en la cantera del Real Zaragoza. Debuta con el filial el 18 de octubre de 2020 empezando como titular en un empate por 1-1 frente al CF Illueca en la extinta Tercera División.
Consigue debutar con el primer equipo el 1 de diciembre de 2021 empezando como titular en una victoria por 1-0 frente al CD Mensajero en Copa del Rey. Su debut profesional llegó 13 días después, empezando como titular en una victoria por 2-0 al Burgos CF también en Copa del Rey.
En julio de 2022, firma por el Club Deportivo Calahorra de la Primera División RFEF, cedido durante una temporada por el Real Zaragoza. En el Calahorra disputa 30 partidos en los que marcó un gol. 
Tras terminar la temporada, el 27 de junio de 2023, anuncia su despedida del Real Zaragoza.
El 23 de julio de 2023, firma por el Algeciras Club de Fútbol de la Primera División RFEF.
En agosto de 2024 firma por el Real Club Deportivo Mallorca, donde milita en su segundo equipo.
El 3 de enero de 2025, pasa a formar parte de la plantilla de la S.D. Tarazona.

## Clubes
| Club                  | País   | Año       |
| --------------------- | ------ | --------- |
| Deportivo Aragón      | España | 2020-2022 |
| Real Zaragoza         | España | 2021-2023 |
| CD Calahorra (cedido) | España | 2022-2023 |
| Algeciras CF          | España | 2023      |
| San Fernando C.D.     | España | 2024      |
| RCD Mallorca "B"      | España | 2024      |
| S.D. Tarazona         | España | 2025      |

## Selección
El 15 de febrero de 2022, es convocado por la selección española sub-19. Disputará su primer partido internacional el 23 de febrero ante Noruega. 